# Julian Klaczko
Julian Klaczko, né le 6 novembre 1825 à Vilnius et mort le 26 novembre 1906 à Cracovie, est un critique littéraire et historien polonais.

## Biographie
Il étudie à Königsberg et à Heidelberg et obtient un diplôme de docteur en philosophie.
Il collabore quelque temps à la Deutsche Zeitung.
Il arrive à Paris en 1849 où il entreprend des études littéraires et historiques.
Grâce à Eugène Schneider il accède à la bibliothèque du Palais Bourbon.
En février 1870, il part pour Genève; appelé par le comte de Beust il accède au poste de conseiller aulique au ministère des affaires étrangères (Autriche).
Il défend depuis Vienne les intérêts de la Pologne, mais aussi ceux de la France, sa seconde patrie.
Après la guerre, Klaczko est gravement malade, il passe quelques années en Italie, puis en 1875 revient à Paris

## Publications
- Une annexion d’autrefois - L’union de la Pologne et de la Lithuanie, Librairie du Luxembourg, Paris, 1869
- Deux chanceliers : le prince Gortchakof et le prince de Bismarck, 1876
- Souvenirs d'un Sibérien, traduits du polonais et présentés par Julian Klaczko, 1870

## Source de la traduction
- (pl) Cet article est partiellement ou en totalité issu de l’article de Wikipédia en polonais intitulé « Julian Klaczko » (voir la liste des auteurs).